# Обезьяньи мозги
Обезьяньи мозги — блюдо ряда восточных кухонь, чаще всего ассоциируемое с китайской, индонезийской и рядом африканских кухонь.
Согласно одному источнику, среди некоторых групп населения Индонезии существует поверье, что употребление в пищу обезьяньих мозгов может вылечить эректильную дисфункцию, что якобы приводит к массовой охоте на обезьян.
В массовой культуре Запада потребление обезьяньих мозгов часто используется как символ «экзотичности» или «дикости» восточных культур. Считается, что иногда мозги едят сырыми, сразу после убийства обезьяны или даже до него: якобы обезьяне вводят наркотики, после чего сажают под специальный стол с отверстием в центре — таким образом, чтобы будущим едокам была видна только верхушка её головы. Верхнюю часть черепа затем срезают, после чего едят мозги ещё живой обезьяны. Это блюдо, по некоторым сообщениям, считается едва ли не самым дорогим в восточноазиатских ресторанах, а в большинстве их якобы подаётся нелегально. Никакими серьёзными источниками, тем не менее, реальность подобной практики не подтверждается, а сами подобные сообщения относят к категории городских легенд. По мнению британской газеты The Guardian, потребление приготовленных мозгов мёртвых обезьян может иметь место в реальности, хотя распространённость этого явления очень мала, тогда как поедание мозгов живых обезьян — выдумка.
Несмотря на популярность образа поедания обезьяньих мозгов в массовой культуре, реальных фактов использования их в пищу очень мало. Известно, что такая традиция существует у камерунского племени аньян: после избрания нового вождя племя загоняет гориллу, и после её убийства вождь съедает мозг обезьяны, а другой высокопоставленный член племени съедает её сердце.
По некоторым сообщениям, обезьяньи мозги подавались к столу в  Китае в период правления  династии Цин, однако их достоверность находится под сомнением. В 1998 году газета Apple Daily опубликовала в Гонконге серию фотографий, якобы изображающих реальное поедание обезьяньих мозгов в гонконгском ресторане; до настоящего времени это единственные подобные фотографии.
Употребление в пищу мозгов животных может привести к заражению прионными инфекциями, такими как болезнь Крейтцфельдта — Якоба.

## В кинематографе
- В фильме «Индиана Джонс и храм судьбы» во время экзотического пира во дворце магараджи Панкота гостям подают обезьяньи мозги[11].